# Agencia de historietas
Una agencia de cómic o historietas es una empresa que representa a los historietistas, distribuyendo su obra a cambio de una comisión o porcentaje.

## Historia
En los años cincuenta, empiezan a funcionar también en España, destacando las siguientes:
- Selecciones Editoriales, de Joaquín de Haro;
- Histograf, de Francisco de la Fuente;
- Ibergraf, de Manuel López Blanco;
- Creaciones Editoriales de Francisco Bruguera, Juan Bruguera y Rafael González;
- Selecciones Ilustradas de Josep Toutain;
- Bardon Art, de Jordi Macabich;
- Mundograf;
- The Ilustrated;
- Centrograf (después, Comundi);
- Estudios Ortega;
- Norma de Rafael Martínez Díaz;
- Comicup de José Cánovas Martínez;
- Agencia Internacional de Cómics.

## Valoración y legado
Los dibujantes españoles que trabajaron para agencias gozaron de una mejora sustancial de su condiciones laborales, con unos ingresos muy superiores a los del mercado autóctono (de 25 pesetas por viñeta en Francia a 125 en Gran Bretaña). Al principio, estos trabajos eran realizados por los dibujantes sobre unos guiones de hierro, y sin derecho a acreditación de la autoría ni a la devolución de los originales, situación que cambió a partir de los años 70 con la reivindicación del cómic de autor.
Sobre la calidad de su trabajo, el crítico Jesús Cuadrado afirma que:

Más del cincuenta por ciento de la obra de nuestros historietistas para el mercado agencial fueron adaptaciones; o recreaciones; o extensiones. Y no eran despreciables en bloque; depende de la firma: de su honestidad o de sus ganas de engañar.